# Nordisk Journalistcenter
Nordisk Journalistcenter (NJC) er en non-profit organisation (NGO) oprettet i 1957 og i dag støttet af Nordisk Ministerråd. NJC arbejder med at at styrke udviklingen af nordiske medier og journalistik gennem efteruddannelse, kurser og netværksaktiviteter for journalister og redaktører fra hele Norden, herunder Island, Grønland, Færøerne og Ålandsøerne. Siden 2010 har Nordisk Journalistcenter haft base i DMJX, Danmark Medie- og Journalisthøjskole, hvor centeret er placeret i afdelingen for Forskning og Udvikling. Nordisk Journalistcenter skal "skabe og fastholde interesse i medierne for nordisk samhørighed og kulturelt fællesskab. Målet nås via kurser, seminarer og andre kompetence-opbyggende tiltag".
Nordisk Journalistcenter deler stedets aktiviteter op i fire:
Uddannelse gennem kurser, seminarer og konferencer i Norden og Nordvestrusland.
Netværksopbygning mellem nordiske og nordvest-russiske journalister.
Formidling af ny viden på medieområdet i et nordisk perspektiv.
Forskning og kortlægning af specifikke områder af journalistikken som f.eks pressefrihed og mediedækningen af nabolande i regionen. Et eksempel på dette er en undersøgelse af nordiske mediers dækning af Rusland.